# House on Haunted Hill
House on Haunted Hill is een Amerikaanse zwart-witte horrorfilm uit 1959 over een spookhuis. William Castle regisseerde het stuk.

## Verhaal
Miljonair Frederick Loren (Vincent Price) nodigt vijf schijnbaar willekeurige mensen uit om één nacht te overnachten in een huis: Lance Schroeder (Richard Long), Ruth Bridges (Julie Mitchum), Watson Prichard (Elisha Cook Jr.), Nora Manning (Carolyn Craig) en David Trent (Alan Marshal). In het huis, het House on Haunted Hill, zou het spoken. Er zal geen elektriciteit zijn, geen werkende telefoon én het zal de hele nacht afgesloten zijn. Hiervoor biedt Loren hen $10.000,- per persoon en ieder krijgt een pistool om zichzelf te beschermen mee naar binnen. Als ze de nacht overleven, mogen ze het geld houden.

## Rolverdeling
| Acteur          | Personage        |
| --------------- | ---------------- |
| Vincent Price   | Frederick Loren  |
| Carol Ohmart    | Annabelle Loren  |
| Richard Long    | Lance Schroeder  |
| Alan Marshal    | Dr. David Trent  |
| Carolyn Craig   | Nora Manning     |
| Elisha Cook Jr. | Watson Pritchard |
| Julie Mitchum   | Ruth Bridgers    |
| Leona Anderson  | Mrs. Slydes      |
| Howard Hoffman  | Jonas Slydes     |

## Nieuwe versie
De versie van Castle is het origineel. Verschillende filmmakers verfilmden het verhaal, onder meer als:
- House on Haunted Hill (1999), met onder meer Famke Janssen.
- Return to House on Haunted Hill (2007), een vervolg op House on Haunted Hill (1999)

Vincent Price als Frederick Loren in House on Haunted Hill